# Lance Blanks
Lance Blanks (ur. 9 września 1966 w Del Rio, zm. 3 maja 2023) – amerykański koszykarz, występujący na pozycjach rozgrywającego lub rzucającego obrońcy.
W 1985 został zaliczony do III składu Parade All-American. Został też wybrany najlepszych zawodnikiem szkół średnich stanu Teksas (Texas Mr. Basketball).
W latach 2010–2013 pełnił funkcję generalnego menedżera w klubie Phoenix Suns.

## Osiągnięcia
Na podstawie, o ile nie zaznaczono inaczej.
NCAA
- Uczestnik rozgrywek:
  - Elite 8 turnieju NCAA (1990)
  - II rundy turnieju NCAA (1989, 1990)
  - turnieju NCAA (1986, 1987, 1989, 1990)
- Laureat nagrody Southwest Conference's Newcomer of the Year (1989)
- Zaliczony do Basketball Hall of Honor (2007)
- Lider konferencji Southwest (SWC) w liczbie przechwytów (1989 - 111)

Drużynowe
- Mistrz Węgier (1998)
- Zdobywca Pucharu Cypru (1999)